# شهرستان اوکتیابرسکی (چلیابینسک)
شهرستان اوکتیابرسکی (به لاتین: Oktyabrsky District) یک شهرستان در روسیه است که در استان چلیابینسک واقع شده‌است.